# Insanity and Genius
Insanity and Genius är det tyska power metal-bandet Gamma Rays tredje studioalbum, utgivet i juni 1993 på Noise Records och i Japan på Victor i juli samma år.
Nya i bandet var basisten Jan Rubach och trummisen Thomas Nack, som ersatte Uwe Wessel respektive Uli Kusch. Detta var också det sista albumet med Ralf Scheepers på sång.
"Future Madhouse" släpptes som singel och en musikvideo spelades in till Birth Control-covern "Gamma Ray".

## Låtlista
1. "Tribute to the Past" – 5:04
2. "No Return" – 4:06
3. "Last Before the Storm" – 4:28
4. "The Cave Principle" – 6:51
5. "Future Madhouse" – 4:07
6. "Gamma Ray" (Birth Control-cover) – 5:20
7. "Insanity and Genius" – 4:30
8. "18 Years" – 5:23
9. "Your Tørn Is Over" – 3:52
10. "Heal Me" – 7:32
11. "Brothers" – 5:14

Bonusspår på den japanska utgåvan
1. "Heroes" – 5:00

## Medverkande
Musiker
- Ralf Scheepers – sång, bakgrundssång
- Kai Hansen – gitarr, sång, bakgrundssång
- Dirk Schlächter – gitarr, keyboard, sång, bakgrundssång
- Jan Rubach – basgitarr
- Thomas Nack – trummor

Bidragande musiker
- Sascha Paeth – keyboard

Produktion
- Kai Hansen – producent, inspelningstekniker
- Dirk Schlächter – producent, inspelningstekniker
- Karl-Ulrich Walterbach – exekutiv producent
- Charlie Bauerfeind – mixning
- Achim Kruse – mastering
- Sascha Paeth – datatekniker
- Kai Karczewski – albumkonst
- Peter Vahlefeld – layout, design
- Eric Philippe – logotyp
- Midori Tsukagoshi – foto